# Cernavodă
Cernavodă es una ciudad con estatus de oraș de Rumania en el distrito de Constanţa.
En 1956 fue descubierta aquí la famosa estatuilla del Neolítico El pensador de Cernavodă.

## Geografía
Se encuentra a una altitud de 16 m sobre el nivel del mar y a una distancia de 163 km de la capital, Bucarest.

## Demografía
Según estimación 2012 contaba con una población de 17 687 habitantes.
| 1948  | 1956  | 1966   | 1977   | 1992   | 2002   | 2012   |
| 6 100 | 8 802 | 11 259 | 13 608 | 22 043 | 18 915 | 17 687 |